# 南アルプススーパー林道

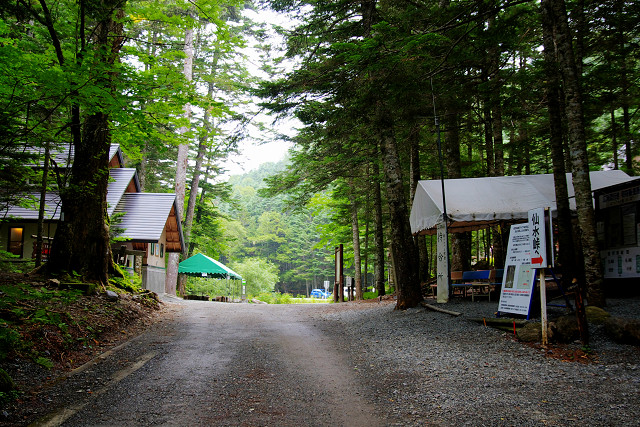
南アルプススーパー林道。山梨・長野の県境北沢峠（2008年9月撮影）

南アルプススーパー林道（みなみアルプススーパーりんどう）は、山梨県中巨摩郡芦安村（現・南アルプス市）から赤石山脈を横断する形で長野県上伊那郡長谷村（現・伊那市）にかけて建設されたスーパー林道。
名称は赤石山脈の別称である南アルプスから取られたもの。開通後の林道は、山梨県側が山梨県営南アルプス林道、長野県側が伊那市営林道南アルプス線として管理されている。

## 概要
1952年（昭和27年）、住宅資材として木材需要が逼迫する中、早川上流の野呂川流域の森林開発（森林の伐採）を目的に野呂川林道の建設が始まる。野呂川林道は、1962年（昭和37年）に開通。森林資源の開発はもとより、山間奥地の交通の便は格段に向上した。
中でも、林道が日本第二の高峰である北岳への登山ルートとして登山者に重宝されたことがきっかけで、地元振興（観光）を目的に加えたスーパー林道構想が浮上。1966年（昭和41年）から森林開発公団の手により、既存の林道を組み込みながら、両県を結ぶ南アルプススーパー林道としての建設が始まった。
しかし前々年の1964年（昭和39年）には南アルプスが国立公園に指定されていたこと、その急峻な地形をゆく山岳道路は自然破壊の象徴として目されるようになり、様々な団体による建設反対運動が勃興。社会的なうねりとなり1973年（昭和48年）には、環境庁長官が工事凍結を表明するに至ったが、1978年（昭和53年）に道路幅員の縮小、一部路線の変更、土砂崩壊の防止等の留意事項を条件に、一転して建設が再開。
1979年（昭和54年）11月12日には山梨県側で完成式典が開かれ全通した（実質的に供用開始した1980年（昭和55年）を開通年とすることもある）。林道は開通後、管理者となる山梨県と長谷村に移管され改名、南アルプススーパー林道の呼称は消滅した。

## 現在の利用状況
積雪期は全線通行止め。例年6月から11月頃までが通行可能期間となる。自然環境や狭隘な幅員を配慮して一般車両の進入が禁止（マイカー規制）されており、往来する手段は事実上、山梨、長野の各山麓から路線バスのみとなっている。この路線バスを利用することで甲斐駒ヶ岳、仙丈ヶ岳へのアクセスが容易になるため登山客に人気が高く、山麓には数百台が駐車可能なパークアンドライド用の駐車場が並ぶ。
2019年台風19号によって広河原～北沢峠間の各所が崩壊しており、2024年9月現在、この区間は復旧の見通しは立っていない'。